# Chapelle Notre-Dame d'Aleyrac
La chapelle Notre-Dame d'Aleyrac est une chapelle partiellement romane située à Sauteyrargues dans le département français de l'Hérault en région Occitanie.

## Localisation
La chapelle d'Aleyrac, dont la nef est dirigée vers le pic Saint-Loup, est nichée au milieu des vignobles du Château de Lancyre et du Domaine de Lascours, au sud-est de Lauret,,,, à 4 km au sud-ouest de Sauteyrargues et plus particulièrement à 1 km à l'ouest du hameau de Lascours.

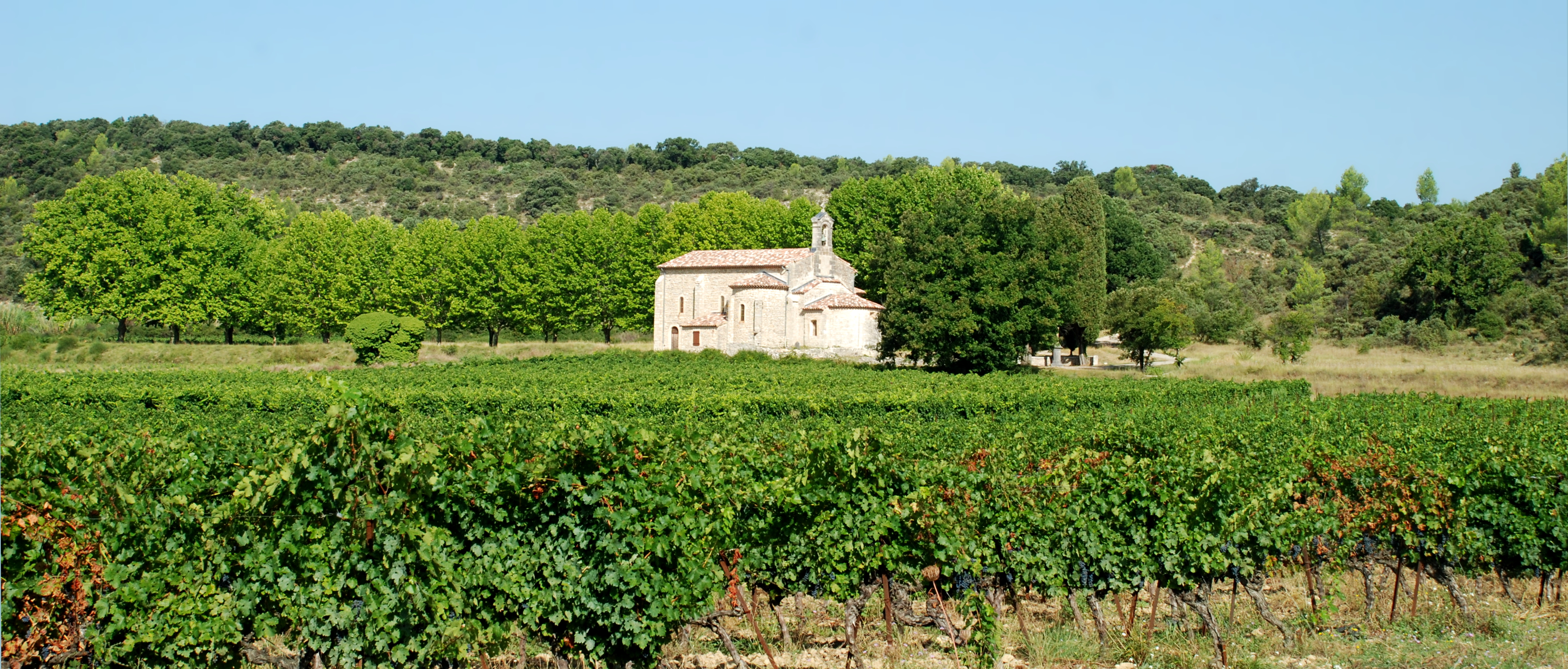
Vue de la chapelle au milieu des vignes.

## Historique
Aleyrac est mentionnée sous le nom de Villa  Alairanicos en 804 dans le cartulaire de l'abbaye de Gellone.
La chapelle romane, dont il ne subsiste que l'abside, fut construite aux XIe, XIIe et XIIIe siècles,.
L'église fut reconstruite au XIXe siècle, et plus précisément en 1880,.

## Statut patrimonial et restauration
L'arc triomphal et l'abside font l'objet d'une inscription au titre des monuments historiques depuis le 5 décembre 1984,.
L'édifice a été restauré en 1980.
Depuis 2024, des travaux de restauration intérieure de la chapelle Notre-Dame d’Aleyrac ont été entrepris à l’initiative conjointe de l’association des Amis de Notre-Dame d’Aleyrac et de la municipalité. Dans le but de financer ces travaux, un festival de rock baptisé "Aley’Rock" est organisé chaque année à la fin du mois d’août.

## Architecture

### Abside
Il ne subsiste de l'édifice roman primitif que l'abside semi-circulaire du XIe siècle et l'arc triomphal.
Le chevet roman de la chapelle est composé d'une abside semi-circulaire unique édifiée en pierre de taille assemblée en grand appareil et couverte de tuiles rouges. 
Cette petite abside, soutenue par quatre contreforts et percée d'une petite fenêtre axiale carrée, est adossée à un pignon de facture classique percé d'une baie campanaire unique et sommé d'une croix en pierre.
Un cimetière à l'abandon est situé contre l'abside.

L'abside
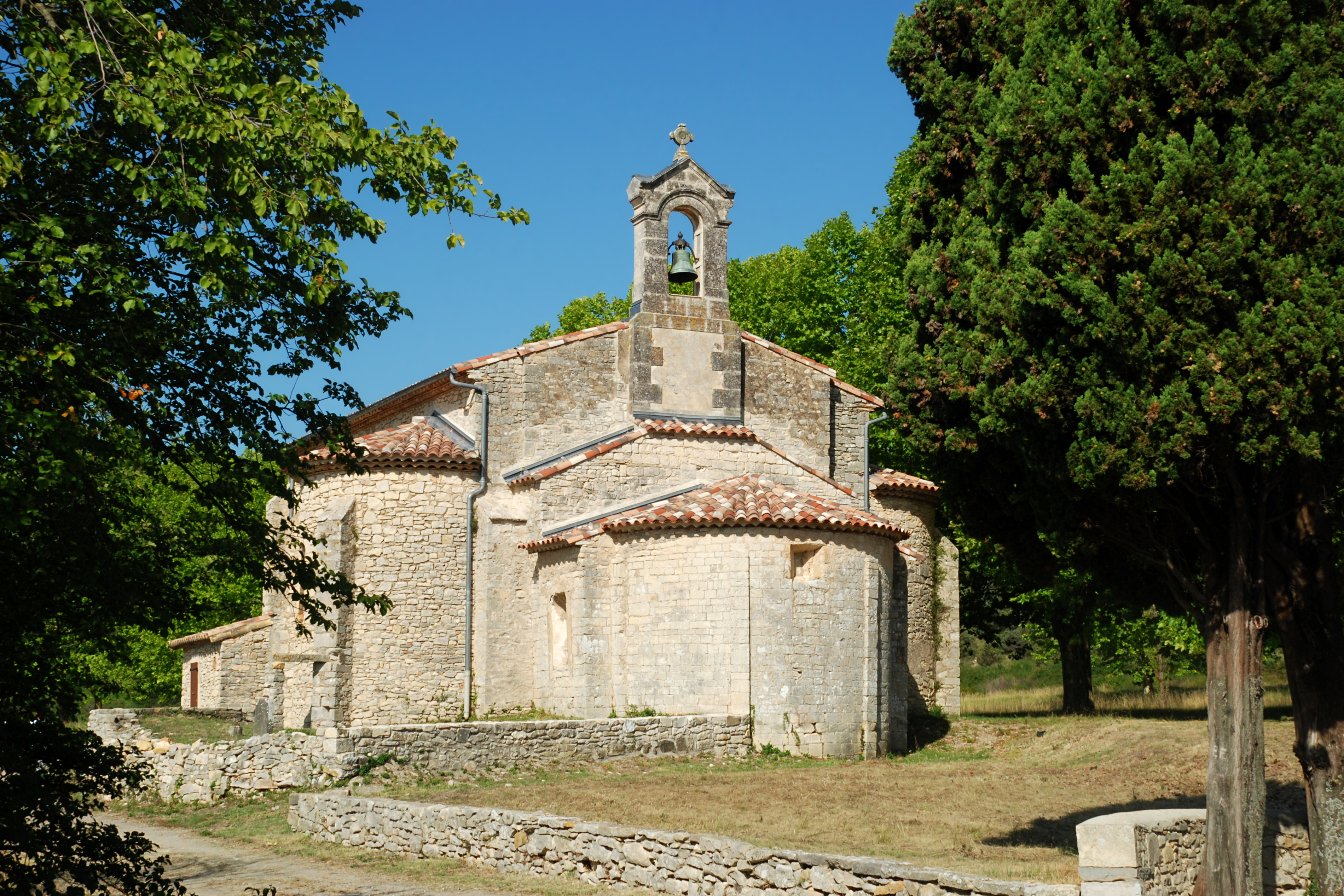
Le chevet vu de l'est.
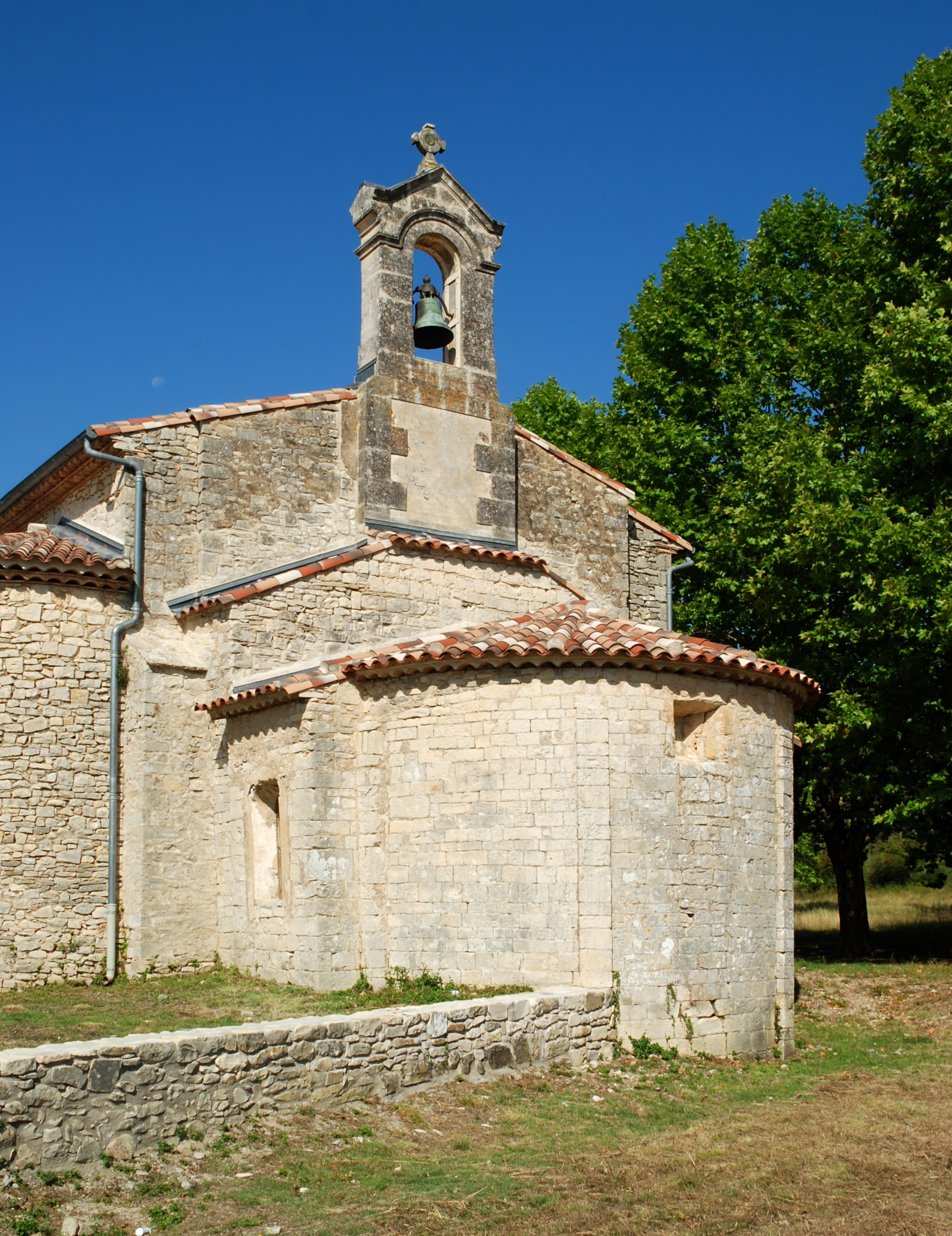
L'abside et le pignon oriental.
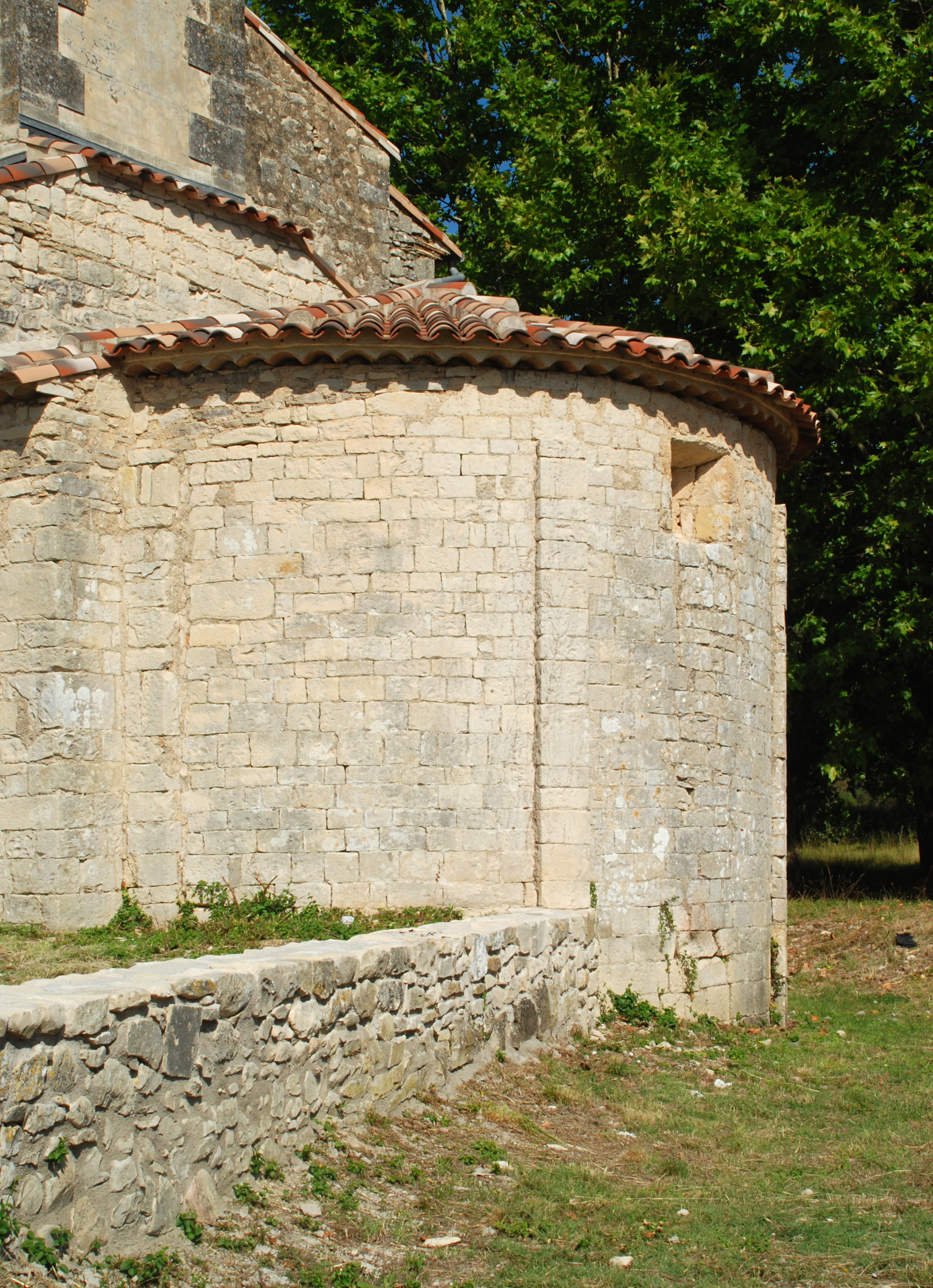
L'abside semi-circulaire.
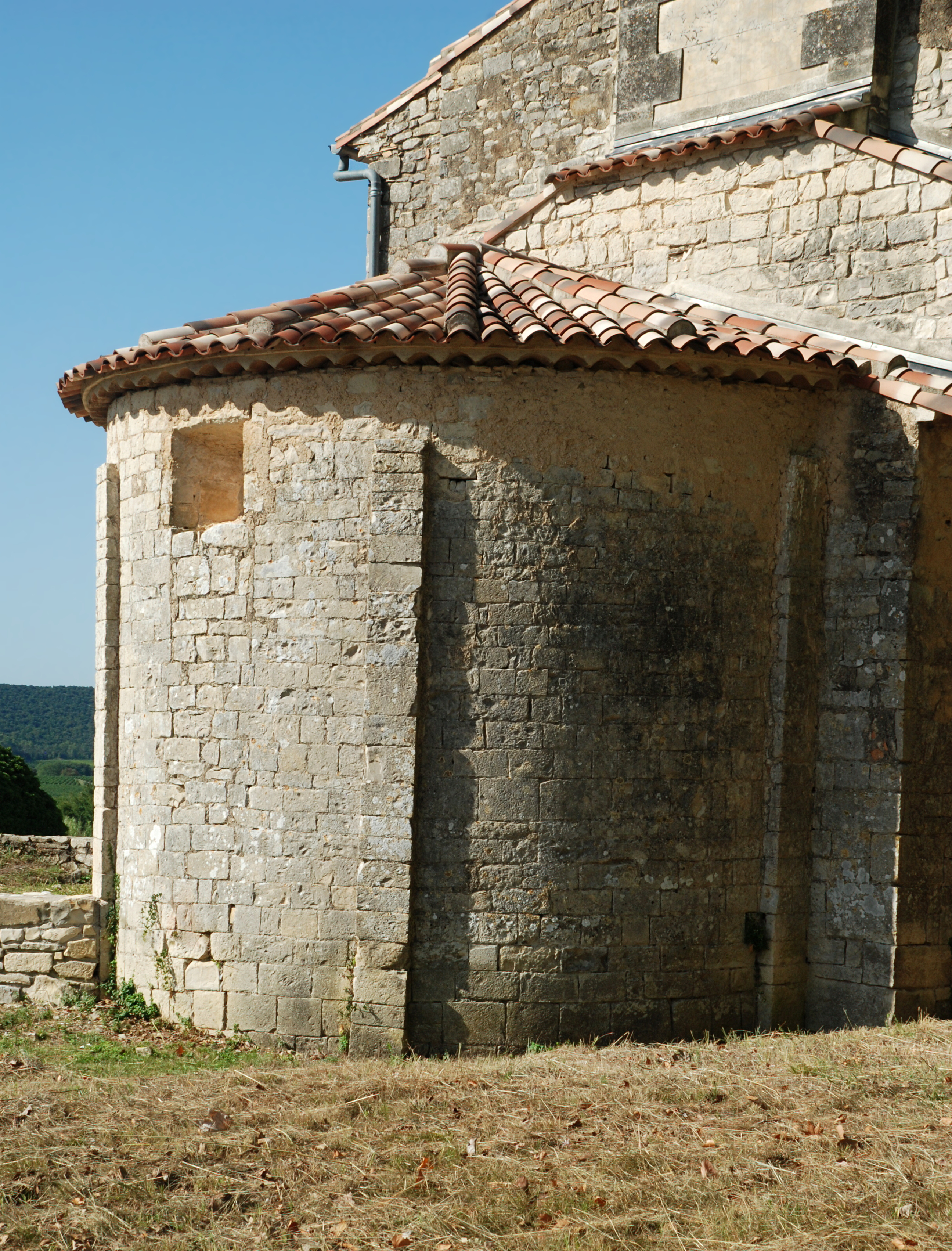
L'abside vue du nord.

### Nef
Hormis l'abside, tout le reste de l'édifice est moderne et érigé non en pierre de taille mais en moellons.
La chapelle présente de hautes façades latérales en moellons percées de petites fenêtres en plein cintre à encadrement de pierre calcaire et sans ébrasement, auxquelles sont adossées deux chapelles semi-circulaires voûtées en cul-de-four, disposées comme les bras d'un transept. Les façades et les chapelles latérales sont soutenues par de puissants et hauts contreforts.
La façade sud est percée d'une petite porte et flanquée d'une annexe couverte d'un toit en appentis.
À l'ouest, la chapelle présente une haute et austère façade en moellons, dirigée vers le Pic Saint-Loup, marquée à chaque angle par un haut contrefort en moellon et percée d'une porte de style classique aux piédroits, impostes et arc cintré en pierre de taille.

La nef
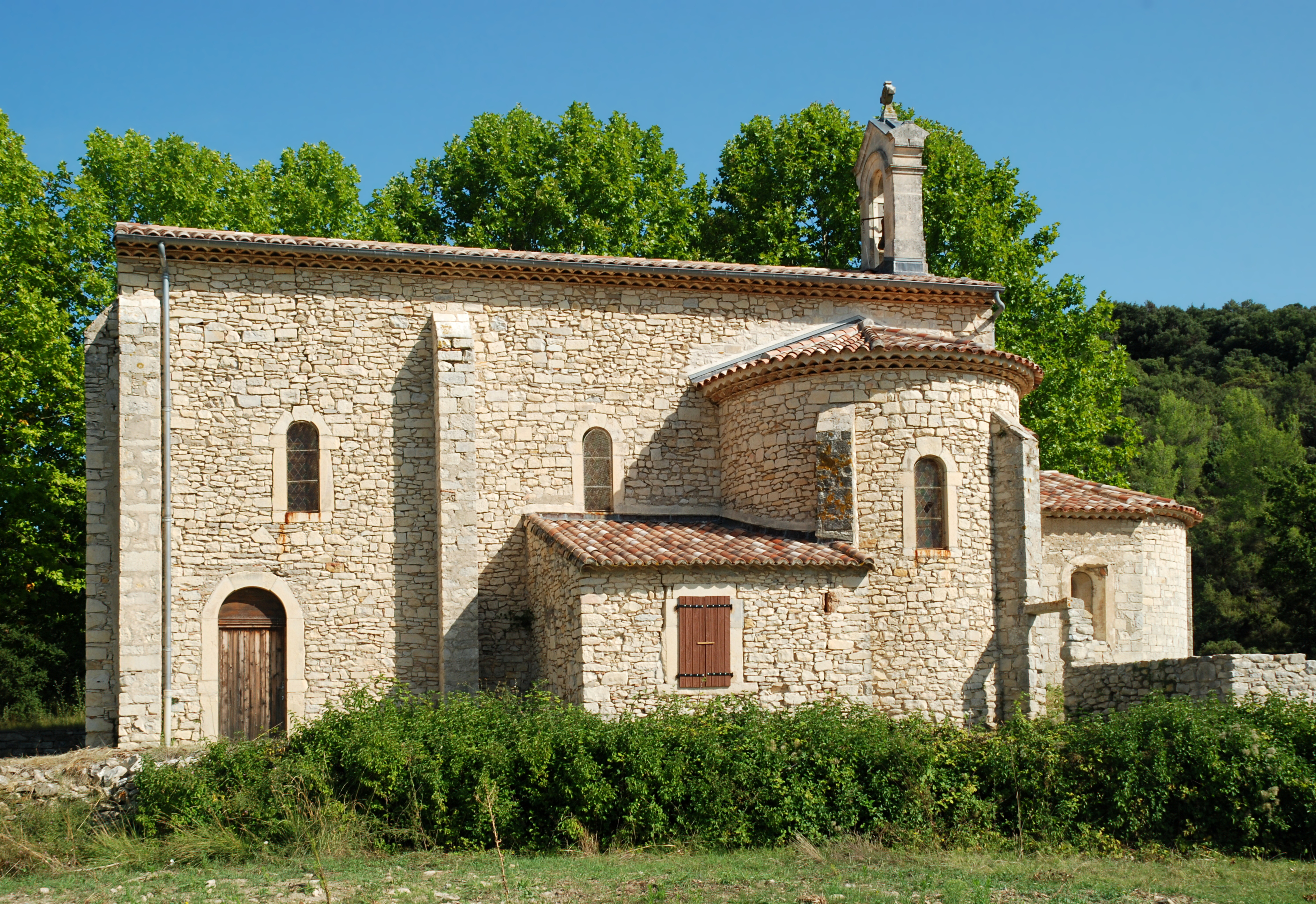
La façade et la chapelle latérale sud.
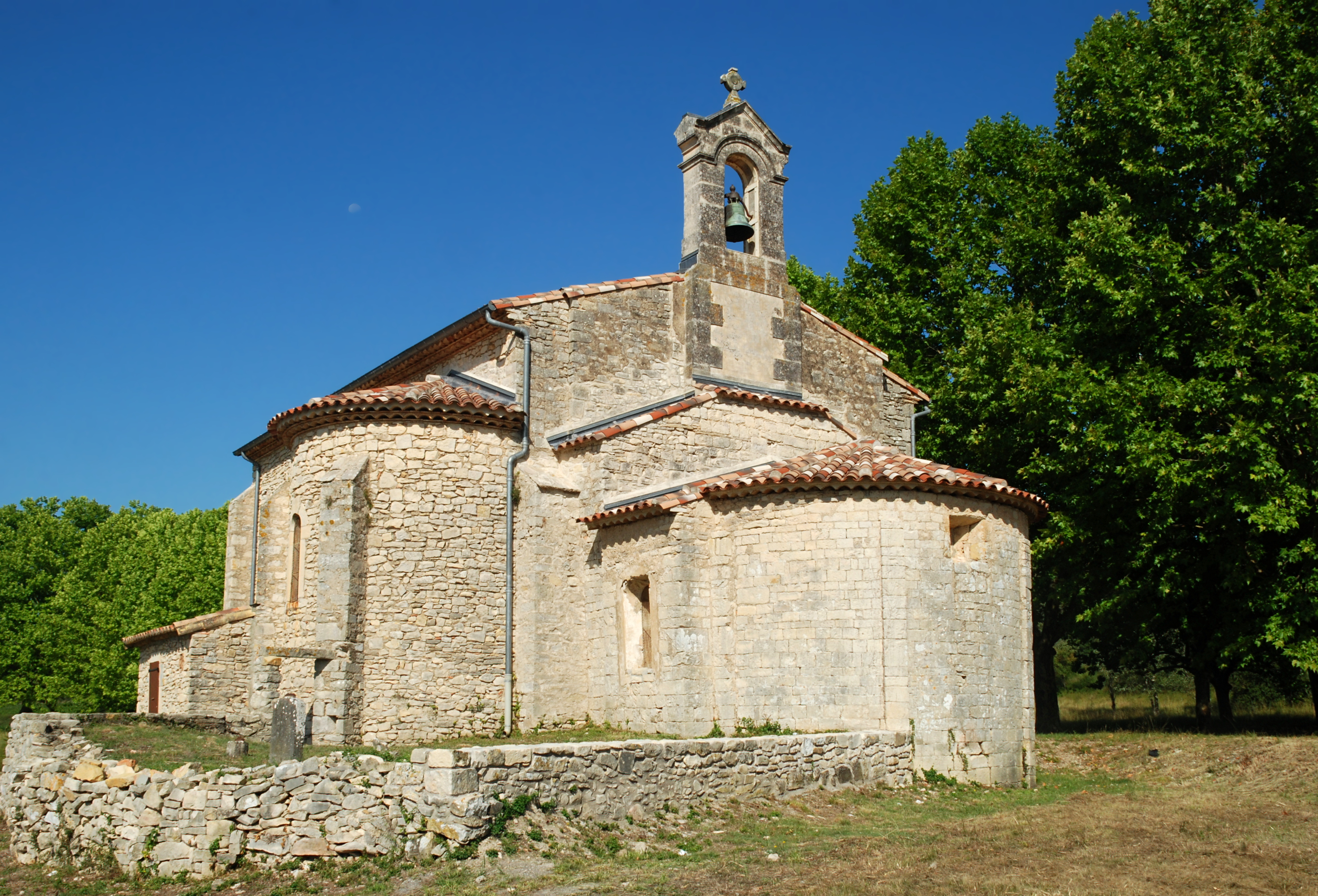
L'abside, le pignon oriental, le clocheton et une des chapelles latérales.

## Religion et tradition
La chapelle est fermée la plupart du temps, sauf pour les pèlerinages, les mariages et les baptêmes,.
Chaque année, la communauté paroissiale se réunit à la chapelle Notre-Dame pour le pèlerinage de l'Assomption, durant lequel la statue de la Vierge est portée en procession par quatre enfants, escortés par une chorale qui chante des cantiques en l'honneur de la Vierge.
Par ailleurs, beaucoup de jeunes couples viennent à la chapelle pour échanger leurs consentements de mariage ou faire baptiser leurs enfants, et certains paroissiens demandent que leurs obsèques y soient célébrées.
Dans le passé, les paroissiens venaient prier lors des années de grande sécheresse pour demander la pluie.